# Uenobrium takeshitai
Uenobrium takeshitai là một loài bọ cánh cứng trong họ Cerambycidae.